# Јован Гојковић (графичар)
Јован Гојковић (Беч, 11. април 1898 — Осијек, 25. новембар 1957.) био је самоуки српски сликар и графичар из Аустроугарске.  

## Биографија
Јован Гојковић је грађанску и трговачку школу завршио у Бечу. Мобилисан је 1916. када одлази у Галицију одакле је 1918. био пребачен на италијански фронт, где бива тешко рањен у Бици на реци Пјаве недалеко од Венеције. Крајем исте године долази у Осијек, где ради у хотелу „Мурса", а од 1924. у продајном одељењу фабрике сапуна „Шихт". Од 1950. је препаратор у Музеју Славоније, да би 1953. постао директор новоосноване Галерије слика, те аутор њене прве поставке и каталога.
У I светском рату интензивно црта правећи скице. Склон прецизности, ради архитектонске мотиве, посебно старог Осијека и подравских пејзажа. На многобројним студијским путовањима по скоро свим југословенским крајевима израђује мноштво слика и цртежа. Радио је у техници оловке, пера и лавираног туша, али и аквареле, литографије и бакрописе.

## Самосталне изложбе
- Осијек (1924, 1953, 1956),
- Нирнберг (1956).

## Групне изложбе
- Клуб хрватских књижевника и умјетника у Осијеку (1924, 1926–27, 1929),
- Прва ријечка међународна изложба (Ријека, 1925),
- Друштво за промицање знаности и умјетности у Осијеку (1932, 1935, 1940),
- Изложба ликовних умјетника у Осијеку (1946, 1948, 1954, 1957–58),
- 100 година осјечког сликарства (Осијек 1950).

### Постхумне изложбе:
- Осијек 1958, 1967, 1978 (ретроспектива),
- Загреб 1965,
- Самобор 1966,
- Славонска Пожега 1979.

## Уметничко стваралаштво
Јован Гојковић је стварао је верне документе историјских поставки и споменичких вредности (Мотив из Тврђе, 1924; Костелград, 1939). Сликао је јарким бојама (Ведута Осијек, 1937), касније тамнијим бојама, посебно тмурне и магловите пејзаже поред воде (Пејзаж уз Драву, 1955); Током 1950-их слика субјективније (Поглед на тврђаву, 1955; Веслачки клуб Драва, 1957).
Израдио је графичке мапе из Босне и Херцеговине (12 литографија), Стари Вараждин (8 литографија), Озаљ (8 цртежа са пером), као и неколико цртежа са мотивима Осијека. Илустровао је романе Јагоде Трухелке (Златни дани. Загреб 1942; Госпине трешње. Загреб 1943; Црни и бијели дани. Загреб 1944), као и књигу Данице Пинтеровић Повијест намјештаја (1947).
Јован Гојковић је објављивао је чланке о осјечкој галерији слика (Зборник Академије знаности и умјетности, 1953; Зборник Осијек, 1956).